# Toxocarose
 Mise en garde médicale

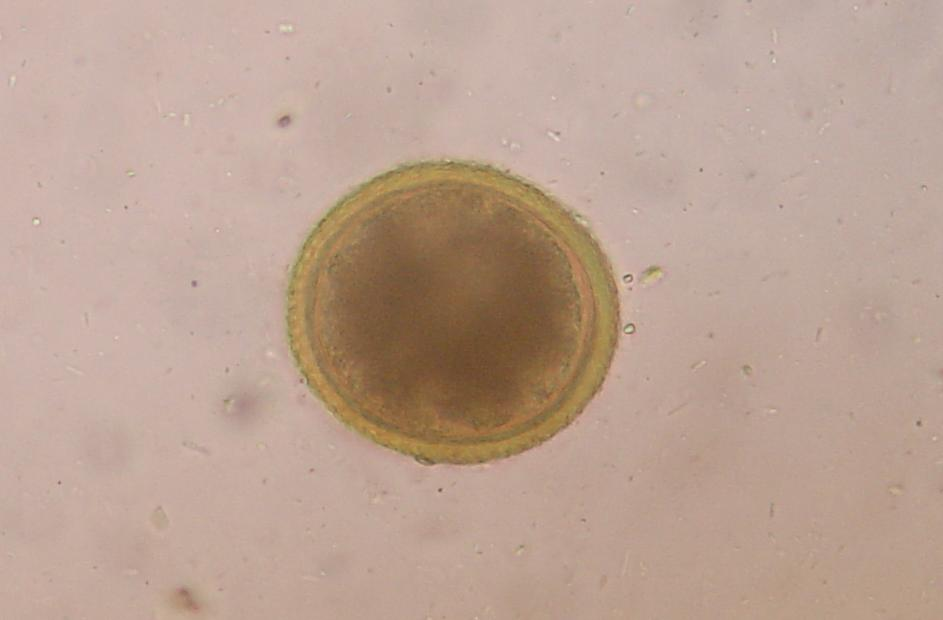
Œufs de Toxocara canis

La toxocarose encore dénommée larva migrans viscérale est l'helminthiase la plus commune aussi bien dans les pays industrialisés que dans ceux en voie de développement. C'est une zoonose vermineuse cosmopolite liée à la présence intra-tissulaire de larves d’ascaridés en attente, dont l'évolution vers le stade adulte ne peut se faire que chez le chien, le chat ou le raton laveur. Ce phénomène est connu sous le nom de larva migrans viscérale (VLM) à ne pas confondre avec la larva migrans cutanée.

## Cycle parasitaire

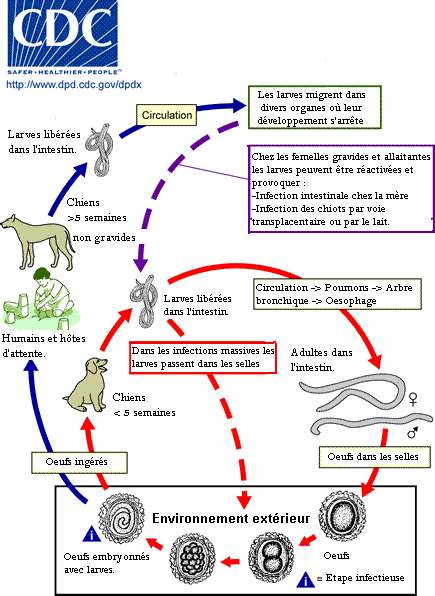
Cycle parasitaire de Toxocara canis. Cliquer sur l’image pour agrandir

Deux vers ronds (nématodes) sont responsables de la toxocarose humaine : Toxocara canis, parasite du chien, et Toxocara cati, parasite du chat. Ces vers blanchâtres et cylindriques de la famille des  Toxocaridae  vivent dans l’intestin grêle de leurs hôtes définitifs. Le mâle mesure une dizaine de centimètres de long et la femelle une quinzaine.
Le cycle reproductif de T. canis est complexe car dépendant de l'âge et du sexe de l'hôte définitif, le chien. Les vers adultes pondent chaque jour des milliers d'œufs qui, rejetés avec les excréments canins, vont s’embryonner dans le sol en 3 semaines si les conditions environnementales sont favorables (ombre, humidité et température autour de 25 °C). Ingérés par un chien, ces œufs éclosent dans le duodénum et libèrent des larves qui passent au travers de la paroi intestinale. Circulant par voie sanguine, elles atteignent le foie qu'elles traversent, rejoignent les poumons où elles quittent les artérioles pulmonaires pour emprunter le lit veineux qui va les amener au cœur gauche. Lancées dans la grande circulation, elles vont finalement s'emboliser dans les organes irrigués où elles tombent dans un état de vie ralentie.
Si le chien est un mâle, ces larves n'ont le plus souvent aucun avenir et finiront par mourir dans les tissus. Il est rare qu'elles poursuivent leur évolution pour donner des vers adultes dans le tube digestif. Si le chien est une femelle, et que celle-ci devient gestante, l'imprégnation hormonale va réactiver les larves qui vont parasiter les embryons (stade 4 du cycle parasitaire). Au cours de la gestation, les larves évoluent chez ceux-ci pour donner des vers adultes  : les chiots sont donc parasités dès la naissance et sont le principal facteur de contamination de l'environnement. Le parasitisme des chiots est entretenu par l'allaitement, au cours duquel des larves passent des tissus maternels dans le lait.
Lorsqu'un mammifère – Homme inclus -  autre que le chien ingère des œufs embryonnés de T. canis, les larves accomplissent dans son organisme une migration comparable à celle décrite ci-dessus. Finalement, ce mammifère hébergera dans ses tissus des larves en état de vie de plus en plus ralentie, et sera dénommé hôte d'attente.
Lorsque cet hôte d'attente, souvent un rongeur, est dévoré par un chien, les larves libérées au cours de la digestion vont donner des vers adultes dans l'intestin du prédateur : ce mode de contamination est le plus fréquent chez le chien adulte.
L’Homme s’infeste en ingérant des œufs embryonnés présents sur des légumes, surtout les salades, ayant poussé dans un sol contaminé par les déjections d'animaux de compagnie. Un manque d'hygiène personnelle (mains sales) est également un facteur de risque. Chez l'enfant, géophagie et jeux dans des bacs à sable souillés sont les causes les plus fréquentes de contamination.

## Répartition géographique
La toxocarose est présente dans le monde entier. Les bulletins épidémiologiques montrent un taux de prévalence de 2 à 5 % chez les adultes en bonne santé des zones urbaines des pays occidentaux et de 14,2 à 37 % dans les zones rurales.
Dans les pays tropicaux, les évaluations montrent un taux prévalence de 63,2 % à Bali, de 86 % à Sainte-Lucie, et de 92,8 % à La Réunion. La toxocarose est le plus souvent une maladie infantile, atteignant particulièrement les enfants âgés de 2 à 7 ans.
Facteurs de risque :
- contact avec un sol contaminé ;
- présence de chiots non vermifugés associée à de mauvaises conditions d’hygiène ;
- géophagie (pica) -  2 à 10 % des enfants âgés de 1 à 3 ans se livrent habituellement à cette pratique.

## Symptomatologie
Le type et l'intensité du tableau clinique sont la résultante de la quantité d'œufs ingérés, de la répétition éventuelle des infestations et de la présence ou non d'un terrain atopique chez le sujet parasité. Les larves en migration provoquent des dommages mécaniques et aussi inflammatoires, du fait de la réaction immunitaire de l'hôte contre les protéines larvaires solubles.
Le plus souvent, la toxocarose est une affection bénigne, asymptomatique, qui guérit spontanément. 
Les formes graves sont rares. En cas d'ingestion massive d'œufs, par exemple par un enfant géophage, on observe un tableau associant le plus souvent fièvre, asthme, hépatomégalie, manifestations d'allergie cutanée et images radiologiques pulmonaires labiles (infiltrats de Loeffler). À l'opposé, une seule larve est à l'origine de la toxocarose oculaire. En pénétrant dans la paroi de l'œil, le parasite va déclencher une réaction inflammatoire locale qui va provoquer une baisse de la vision plus ou moins brutale. On observe également une leucocorie signalant la zone qui contient le nématode,. L'évolution spontanée se fait souvent vers des lésions rétiniennes irréversibles pouvant provoquer une baisse d'acuité visuelle ou une cécité unilatérale.
Il existe exceptionnellement des atteintes cérébrales (méningite, encéphalite, ou épilepsie).
La forme clinique la plus fréquente est la toxocarose commune. Asthénie traînante, douleurs digestives en cadre, manifestations allergiques diverses, avec une prédominance des éruptions prurigineuses et de la conjonctivite, en sont les symptômes les plus courants.

## Diagnostic
Les perturbations biologiques non spécifiques sont principalement la présence d'une éosinophilie sanguine, parfois considérable (> 15 000 PE / mm3 dans les infestations massives) et l'augmentation chronique et franche du taux des IgE totales (> 500 kUI / L). Le diagnostic positif est exceptionnellement assuré par la découvertes de larves dans les tissus (biopsies). Ni œufs ni vers adultes ne peuvent être recherchés dans les selles, l’évolution du parasite étant bloquée au stade larvaire. Le diagnostic positif repose sur la sérologie, essentiellement l'ELISA dont les résultats sont confirmés par immuno-empreinte (western blot). Le problème majeur vient de la grande prévalence de sujets porteurs d'anticorps résiduels, correspondant à des infections spontanément guéries : 2 à 5 % en milieu urbain, et de 35 à 45 % en milieu rural, et ce dans toute l'Europe du Nord, Centrale et de l'ouest. La demande de sérodiagnostic de toxocarose sera donc réservée en principe à l'exploration des patients hyperéosinophiliques.

## Traitement
La prophylaxie des recontaminations est souvent le meilleur moyen thérapeutique. 
La toxocarose oculaire se traite en priorité par les corticoïdes. Le traitement anthelminthique est à réserver aux formes graves ou non améliorées par la mise en place d'une prophylaxie adaptée.
Les molécules utilisables sont : 
- la diéthylcarbamazine : 4 mg / kg / jour (comprimés à 100 mg), dose à atteindre progressivement en débutant à un quart de comprimé par jour. L'efficacité se situe entre 70 et 92 %. La restriction à l'usage hospitalier et la survenue fréquente d'effets secondaires font réserver cette molécule aux praticiens spécialisés.
- l'albendazole : 10 à 15 mg / kg / jour pendant 15 jours (comprimés à 400 mg). L'efficacité est alors de 76 % et les effets secondaires sont rares et mineurs.

L'ivermectine n'a fait l'objet d'aucun essai thérapeutique et ne doit pas être utilisée dans le traitement de la toxocarose, surtout celui des formes oculaires.
La prophylaxie repose sur des mesures :
- individuelles : vermifugation tri-annuelle des chiens et des chats adultes, déparasitage mensuel des chiots jusqu'à 6 mois d'âge ; lavage systématique des mains avant les repas et aussi, pour les enfants, après des jeux sur le sol ; traitement de la géophagie ;
- collectives, notamment l'éviction des chiens des parcs publics et des aires de jeux et la suppression des bacs à sable publics.